# ادرهایم
ادرهایم (به آلمانی: Ederheim) یک شهر در آلمان است که در دناو-ریس واقع شده‌است.